# Берлинский кружок поэтов
Берлинский кружок поэтов (также просто «Кружок поэтов», иногда «Берлинский клуб поэтов») — неформальное объединение русскоязычных поэтов-эмигрантов в Берлине (1928—1933). Среди участников кружка были:
- Михаил Горлин (глава клуба)
- Раиса Блох (жена М. Горлина)
- Владимир Корвин-Пиотровский
- Нина Корвин-Пиотровская
- Владимир Сирин (Набоков)
- Вера Набокова
- Юрий Офросимов
- София Прегель
- Борис Вильде
- Юрий Джанумов
- Николай Белоцветов
- Евгений Рабинович (Раич) и некоторые другие.

Клуб был вынужден прекратить свою деятельность в 1933 году, когда к власти пришли нацисты, так как многие его члены были евреями. Большинство из них переехали в Париж, где позже некоторые из них погибли во время Холокоста.